# 분향

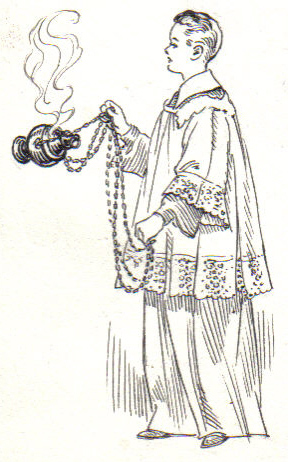
향로 봉사자가 분향하는 모습

분향(焚香, incensare), 곧 향을 피우는 것은 기독교에서 시편 141편 2절과 요한 묵시록 8장 3절에서 뜻하는 것처럼 공경과 기도를 표현한다. 그리고 분향은 교회의 예물과 기도가 향이 타오르는 것과 같이 하느님 앞에 올라가는 것을 표현한다.
로마 가톨릭교회의 미사에서 향을 사용하여 성대한 예식으로 거행할 때에는:
1) 입당 행렬 때, 제의실에서 미리 집전하는 주교나 사제가 향로에 향을 넣고서 입당 행렬을 한다.
2) 미사 시작 때, 사제가 제대에 깊은 절을 한 다음 제대에 입을 맞추고 나서, 필요하다면 십자가와 제대에 분향한다.
3) 복음 행렬과 선포 때 분향하는데, 복음 행렬을 준비하는 동안 주교나 사제가 향로에 향을 넣는다. 이어서 초 봉사자 2명이 앞장서고 향로 봉사자, 향 그릇 봉사자가 뒤 따르고 맨 나중에 복음을 선포할 사제나 부제가 행렬을 이루어 독서대로 간다. 독서대에서 복음을 선포할 사제나 부제가 복음집에 향로를 두어 번씩 흔들어 세 번 분향한다. 이 분향은 복음집을 바라보고 먼저 가운데, 왼쪽, 오른쪽에 한다.
4) 예물 준비 때 예물, 제대, 십자가, 주교, 공동 집전자들과 백성에게 분향할 수 있다.
5) 성체 축성 다음 성체와 성작을 받들어 보일 때에 향로 봉사자는 성체와 성작을 향하여 분향한다.
성체 공경 예식 등 다른 예식에서도 전례서의 지시에 따라 향을 사용한다.

## 분향하는 방법
향로를 사용하여 분향하는 방법은 아래와 같다
사제는 향로에 향을 넣으면 아무 말 없이 십자 표시로 향로에 축복한다.
분향을 받는 사람이나 대상에게는 분향 전후에 깊은 절을 한다. 그러나 제대와 미사를 위해 제대 위에 마련된 예물에는 절하지 않는다(미사 시작 때에 이미 제대에 깊은 절을 하고 입을 맞추며 절하였기 때문이다).
- 두어 번씩 흔들어 세 번 분향하는 대상: 성체, 공적 경배를 위해 전시된 십자가 유해(보목)과 주님의 성화상, 미사의 희생 제사를 위한 예물, 제대 십자가, 복음집, 파스카 초, 주례 사제, 교우들. 복음집에 대해서는 위에서 말한 것처럼 향로를 두어 번씩 흔들며 복음집을 바라보고 가운데, 왼쪽, 오른쪽에 분향한다.

- 두어 번씩 흔들어 두 번 분향하는 대상: 공적 경배를 위해 전시된 성인 유해와 성인들의 성화상. 그러나 이 대상들에 대해서, 미사 거행을 시작할 때에 하는 분향은, 제대 분향 다음에 두어 번씩 흔들어 한 번만 분향한다.

- 제대에 분향할 때에는 향로를 한 번씩 흔들어 분향한다. 1) 제대가 벽에서 떨어져 있으면 사제는 제대를 한 바퀴 돌면서 분향한다. 2) 그러나 제대가 벽에서 떨어져 있지 않으면, 사제는 먼저 오른쪽으로 그리고 왼쪽으로 지나가며 분향한다.

제대 위나 곁에 있는 십자가는 제대 보다 먼저 분향한다. 그러지 않으면 사제가 십자가 앞을 지나갈 때 분향한다.
예물 준비 때에 사제는 예물에 향로를 두어 번씩 세 번 흔들어 분향하거나 예물 위에 향로로 십자 표시를 한다. 그 다음에 십자가와 제대에 분향한다.

## 같이 보기
- 향로
- 향 그릇
- 향로 봉사자
- 향 그릇 봉사자
- 향